# KK Tikvesh
El KK Tikvesh (en macedonio: КК Фени Индустри), conocido por motivos de patrocinio como EuroNickel 2005, es un club de baloncesto profesional de la ciudad de Kavadarci, que milita en la Prva Liga, la máxima categoría del baloncesto macedonio. Disputa sus partidos en el Jasmin Sports Hall, con capacidad para 2500 espectadores.

## Historia
El club fue fundado el 11 de enero de 1970 bajo el nombre de KK Tikveš Kavadarci. El equipo es llevado desde 2005 por Feni Industries AD, adoptando desde entonces su nombre actual, KK Feni Industries. Desde 2008, organizan el torneo internacional de baloncesto Dimitar Gjorgjiev, en Kavadarci.
A lo largo de su historia han ganado la Liga de la República de Macedonia del Norte (1985), la Prva Liga (2008, 2010 y 2011), la Copa de baloncesto de Macedonia (2008 y 2010) y la Balkan League (2011).

## Nombres
- KK Tikveš (hasta 1995)
- KK Alumni Dekom Tikveš (1995-1997)
- KK Orka Sport (1997-1999)
- KK Tikveš (1999-2005)
- KK Feni Industries (desde 2005)

## Posiciones en liga
| - 1993: 1º - 1994: 1º - 1999: 6º - 2000: 8º-(1) - 2001: (2) - 2006: 2º-(2) - 2007: 6º-(1) - 2008: 1º | - 2009: 1º - 2010: 2º - 2011: 1º - 2012: 2º - 2013: 5º - 2014: 8º - 2015: 4º - 2016: 4º |

## KK Feni Industries en competiciones europeas
Copa Korać 1996/1997
| 1ª ronda | KK Feni Industries | USK Erpet Praha | 78-77 | 104-73 |  |

Copa Korać 1997/1998
| Fase de grupos | Ficosota           | KK Feni Industries | 85-85  | 105-96 |
| Fase de grupos | Kombassan Konya    | KK Feni Industries | 79-63  | 73-68  |
| Fase de grupos | KK Feni Industries | Zadar              | 75-69  | 89-70  |
| Fase de grupos | Scaligera Basket   | KK Feni Industries | 101-79 | 86-82  |

## KK Feni Industries en la Balkan League
| Equipo              | 2008/2009      | 2009/2010      | 2010/2011               | 2011/2012             |
| Balkan Botevgrad    | No participó   | No participó   | 101-72 / 76-83          | No participó          |
| Euroins Cherno More | 87-74 / 83-74  |                | No participó            | No participó          |
| Cuadripol Brașov    | 86-75 / 87-86  | No participó   | No participó'           | No participó          |
| Hapoel Tel Aviv     | No participó   | No participó   | No participó            | 82-85 / 83-76         |
| Levski Sofia        | 81-62 / 91-75  | 88-86 / 90-88  |                         | 84-91 / 67-66 / 86-76 |
| Lovćen              | No participó   | 81-74          | No participó            | No participó          |
| Mega Hypo Leasing   | 78-60          | No participó   | No participó            | No participó          |
| Metalac Valjevo     | No participó   | 79-63 / 88-88  | No participó            | No participó          |
| Mornar Bar          | No participó   | 85-69 / 69-88  | 100-106 / 84-95 / 82-75 | 92-85 / 82-83         |
| Mureş               | No participó   | No participó   | 98-87 / 85-70           | No participó          |
| Napredak Kruševac   | No participó   | No participó   | No participó            | 77-72 / 81-77         |
| OKK Beograd         | No participó   | 101-76 / 91-89 |                         |                       |
| Rabotnički          | 62-90          | No participó   | No participó            | No participó          |
| Radnički 034 Group  | 92-60 / 63-74  | No participó   | No participó            | No participó          |
| Rilski Sportist     |                |                | 90-66 / 76-86 / 75-88   |                       |
| Spartak Pleven      | No participó   | 93-79 / 85-93  | No participó            | No participó          |
| Steaua Turabo       | No participó   | 93-73 / 64-70  | No participó            | No participó          |
| Swisslion Takovo    | 70-75 / 106-72 | No participó   | No participó            | No participó          |
| Ulcinj              | No participó   | No participó   |                         | 81-80 / 53-59         |
| Zrinjski Mostar     | No participó   | No participó   |                         | 20-0 / 68-76          |
| Posición            | 4º             | 3º             | 1º                      | 3º                    |
| Resultado           | (5-7)          | (9-3)          | (8-2)                   | (7-6)                 |

## Palmarés
- Campeón de la Liga de la República de Macedonia

1985
- Campeón de la Prva Liga

2008, 2010, 2011
- Campeón de la Copa de baloncesto de Macedonia

2008, 2010
- Campeón de la Balkan League

2011
- Subcampeón de la Vtora Liga (2ª Div)

2006
- Subcampeón de la Prva Liga

2009, 2012
- Subcampeón de la Copa de baloncesto de Macedonia

1997, 1998, 2012
- Final-Four de la Balkan League

2009, 2010, 2012

## Jugadores destacados
| - Artan Kuqo - Dritan Mema - Ante Mašić - Ivan Lilov - Sergey Tsvetkov - Zvonko Buljan - Karlo Vragović - Goce Andrevski - Dušan Bocevski - Eftim Bogoev - Vladimir Brčkov - Gjorgji Čekovski - Aleksandar Dimitrovski - Todor Gečevski - Marjan Gjurov - Zlatko Gocevski - Jovan Markovski - Slobodan Mihajlovski - Dimitar Mirakovski - Kiril Nikolovski | - Jane Petrovski - Darko Radulović - Goran Samardziev - Marko Simonovski - Darko Sokolov - Riste Stefanov - Ognen Stojanovski - Vojdan Stojanovski - Dime Tasovski - Bojan Trajkovski - Igor Bijelić - Goran Gajović - Nikola Vučurović - Carlos Morban - Darko Balaban - Ivan Bošnjak (baloncestista nacido en 1982) - Saša Bratić - Dusan Cvetkovic - Marko Dimitrijević - Radovan Dragović | - Vladimir Ivelja - Boško Jovović - Dušan Knežević - Saša Ocokoljić - Aleksandar Paunović - Radenko Pilčević - Vladimir Popović (baloncestista nacido en 1982) - Milan Preković - Aleksandar Radojcic - Dragan Tubak - Dusan Vuletic - Mychal Ammons - Eric Barkley - Solomon Bozeman - Taliek Brown - Tim Burroughs - Donald Cole - Randy Duck - N'Gai Evans - Tremaine Ford | - Jarrid Frye - Eugene Harris - Harper Kamp - Adam Kemp - Corey McIntosh - Lawrence McKenzie - Ed Nixon - Kasey Ulin - Brandon Wood - Dimitar Karadzovski - Tomčo Sokolov - Ranko Popivoda - Toni Simić - Shane Lockhart - Dwayne Okantey - James Life - Damien McSwine |